# Gare de Rosendaël
Ne doit pas être confondu avec Gare de Rosendael.
La gare de Rosendaël est une gare ferroviaire française (fermée) de la ligne de Dunkerque-Locale à Bray-Dunes, située à Rosendaël, quartier de la ville de Dunkerque, dans le département du Nord, en région Hauts-de-France.
Située sur une section de ligne non exploitée, la gare est fermée et son bâtiment voyageurs est réaffecté en habitation privée.

## Situation ferroviaire
Établie à 6 mètres d'altitude, la gare de Rosendaël est située au point kilométrique (PK) 308,60x de la ligne de Dunkerque-Locale à Bray-Dunes entre les gares de Dunkerque et de Leffrinckoucke. 

## Histoire
Rosendaël était reliée à la Gare de Dunkerque et à celle de La Panne (en Belgique) par une voie ferrée unique d'environ 17 kilomètres de long. Il n' y a plus de trafic voyageurs depuis 1992.

## Service des voyageurs
Gare fermée.

## Patrimoine ferroviaire
L'ancien bâtiment voyageurs désaffecté du service ferroviaire est devenu une habitation privée.

## Gare et cinéma
La première scène du film Week-end à Zuydcoote se déroule en gare.